# Lehel tér (Metró Budapest)
Lehel tér (bis 1990: Élmunkás tér) ist eine 1981 eröffnete Station der Linie M3 der Metró Budapest. Sie liegt zwischen den Stationen Nyugati pályaudvar und Dózsa György út.
Die Station befindet sich am gleichnamigen Platz (benannt nach dem ungarischen Feldherrn Lehel) im XIII. Budapester Bezirk.

## Galerie

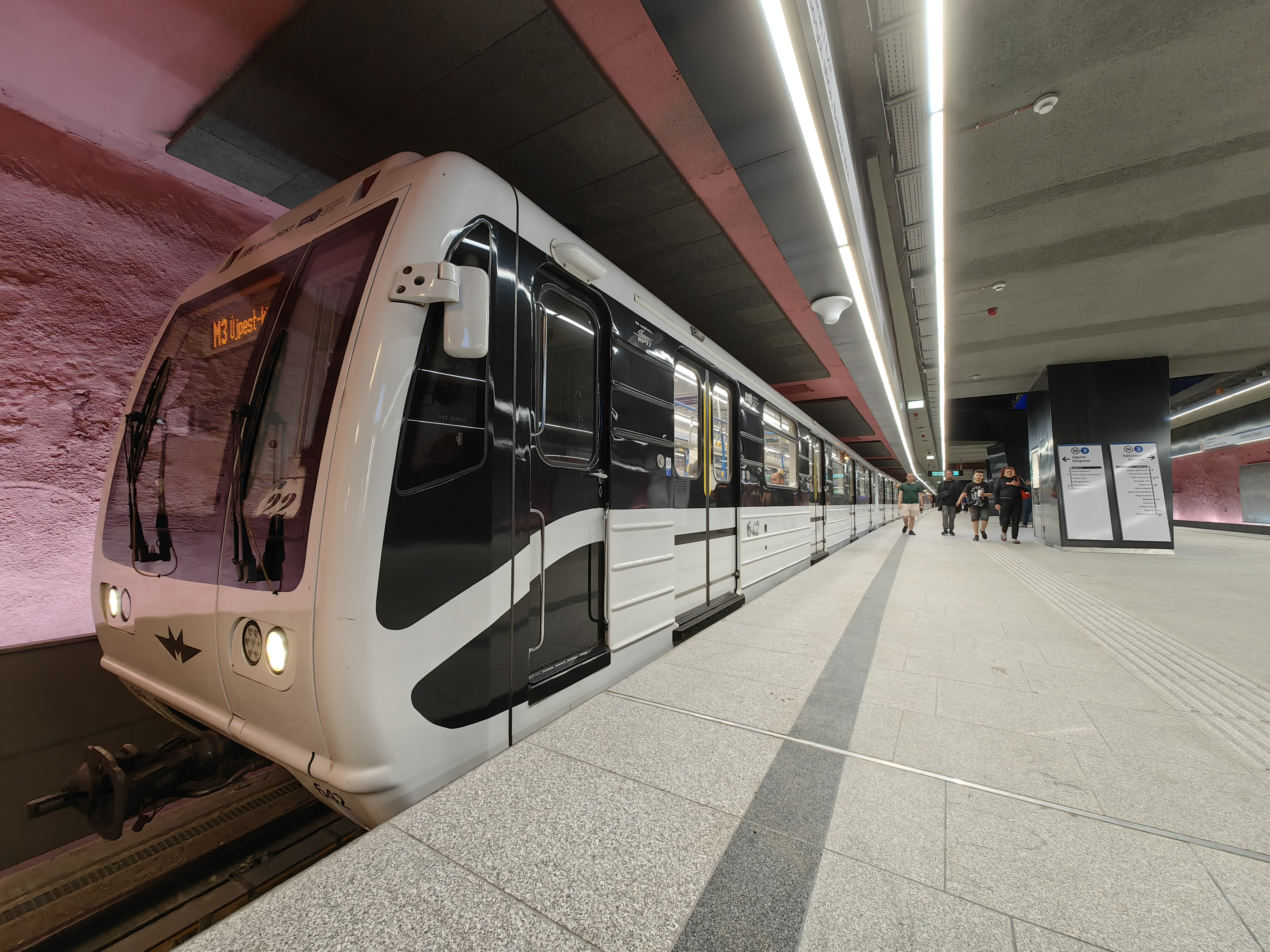
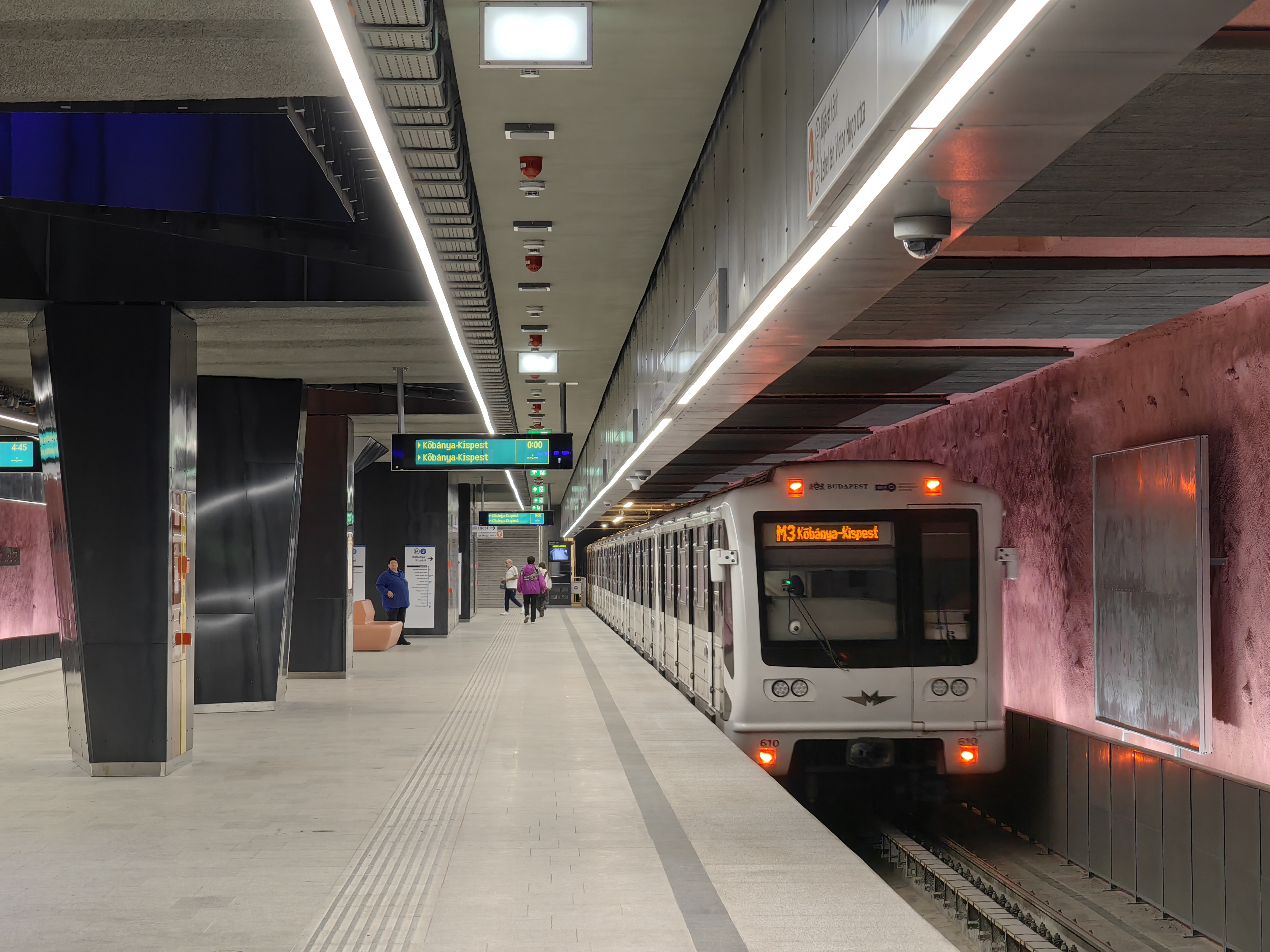
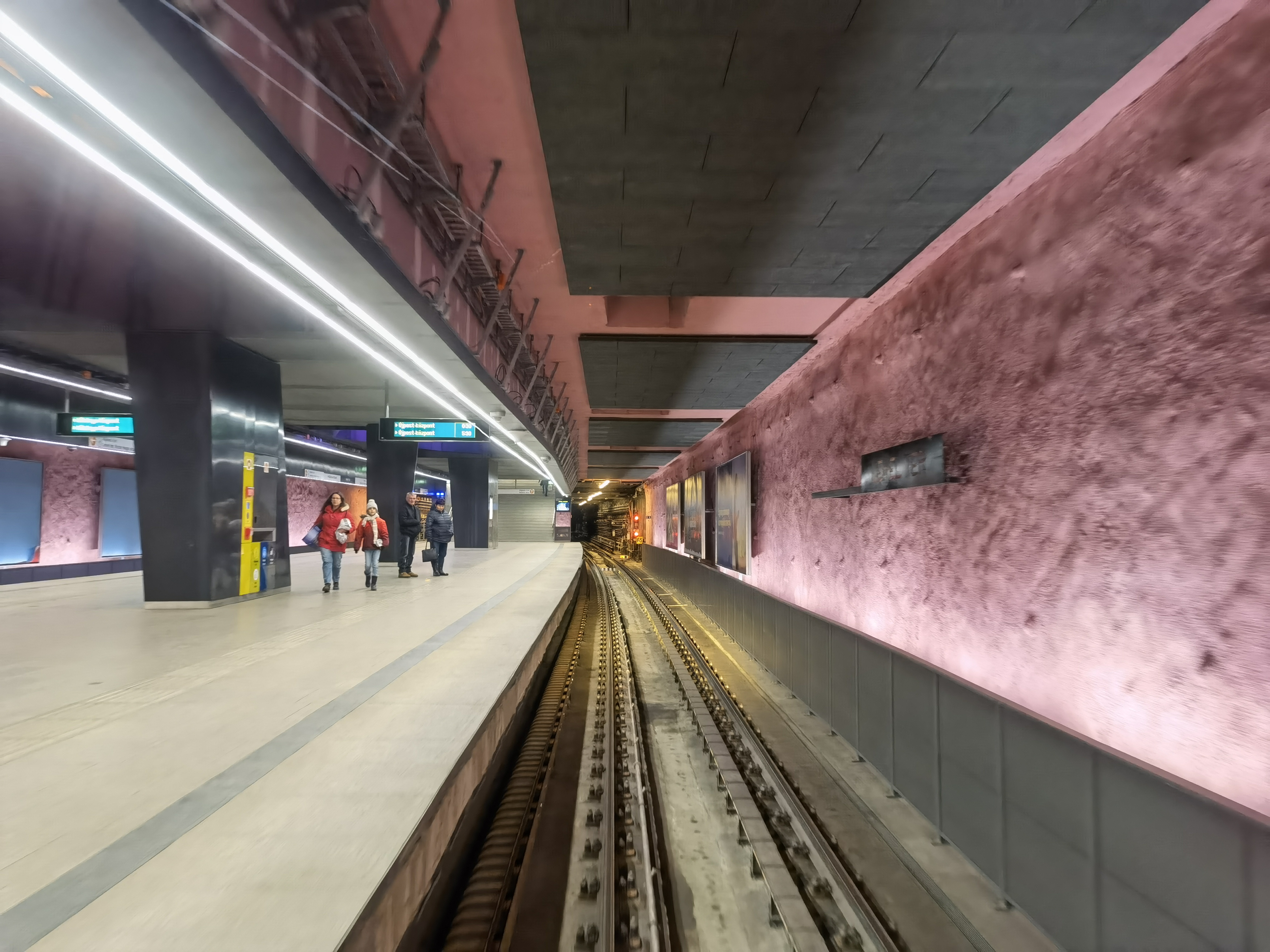